# نحت ضخم

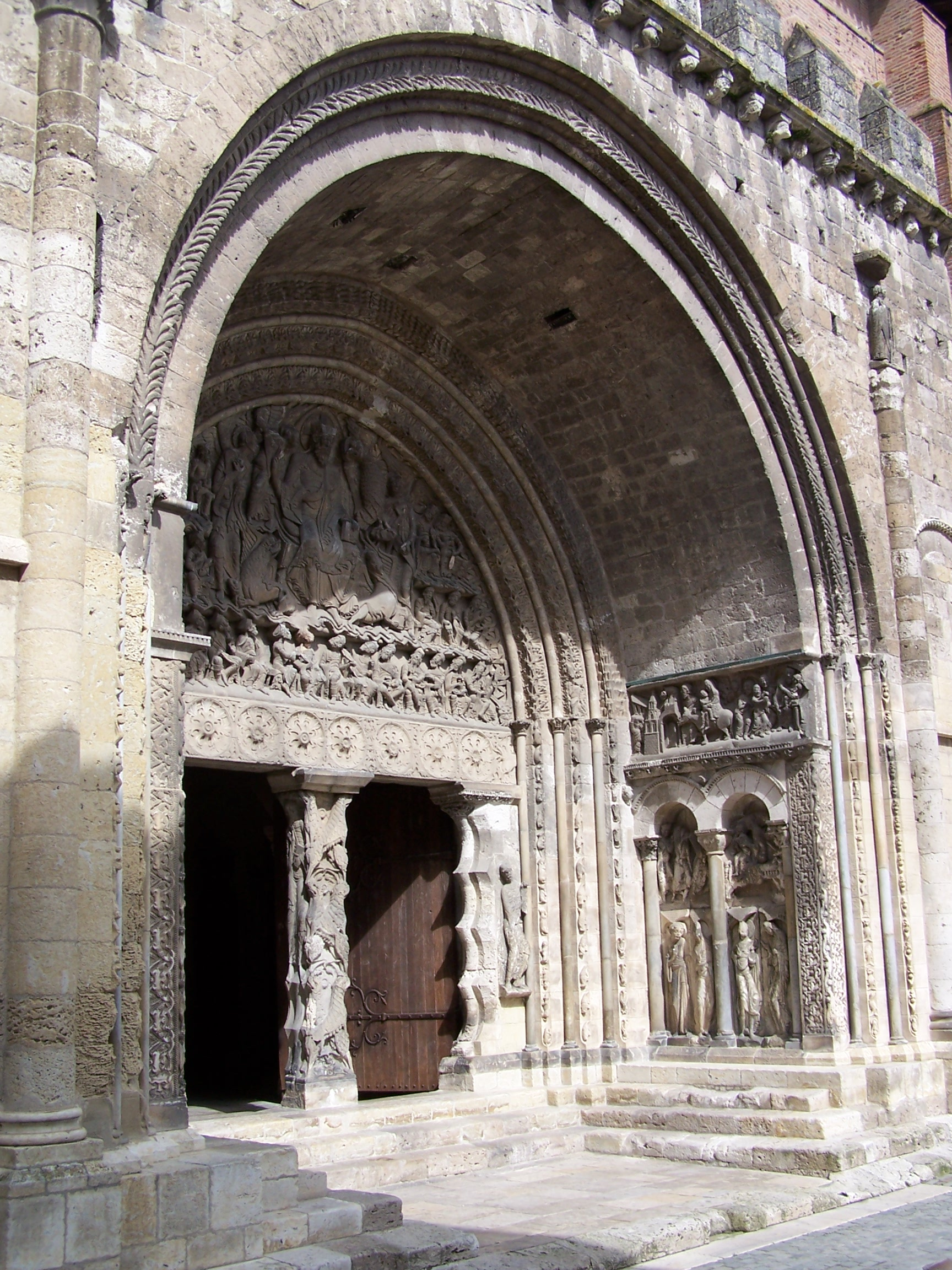

يُستخدم مصطلح النحت الضخم غالبًا في تاريخ الفن والنقد، ولكن ليس بشكل مستمر، فهو يجمع بين مفهومين أحدهما خاص بالوظيفة والآخر بالحجم، وقد يتضمن عنصرًا من مفهوم ثالث أكثر موضوعية، غالبًا ما يُستخدم المصطلح لجميع المنحوتات ذات الأحجام الكبيرة. يعتبر مؤرخو الفن الأشكال البشرية التي تكون بنصف الحجم الطبيعي أو أكثر، ضخمة في هذا المعنى، على الرغم من أن هناك نطاقًا عامًا أكبر في الفن المعاصر. يتميز النحت الضخم عن المنحوتات الصغيرة المحمولة مثل النقوش المعدنية الصغيرة أو العاجية أو الألواح المزدوجة (الدبتك) وما شابهها.
يُستخدم المصطلح أيضًا للنحت المعماري في الوظيفة، خاصة إذا ما استُخدم لإنشاء أو لتشكيل جزء من نصب تذكاري من نوع ما، بالتالي يشمل هذا التيجان والنقوش البارزة المرفقة بالمباني، حتى وإن كانت صغيرة الحجم. من الوظائف النموذجية للمنحوتات الضخمة أنها تمثل معالم للأضرحة ونصب خاصة بالقبور أو نصب تذكارية ومعالم تعبر عن قوة الحاكم أو المجتمع ويُضاف إليها الكنائس والتماثيل الدينية، على الرغم من أن النحت الضخم قد يعني في بعض السياقات على وجه التحديد النحت الجنائزي فقط للآثار الكنسية.

لا يقتصر المفهوم الثالث الذي قد ينطوي عليه استخدام المصطلح على النحت، كما هو الحال في المفهومين الأخيرين. نجد من خلال البحث عن كلمة «الضخم» في قاموس الفن والفنانين، الذي ألفه بيتر وليندا موراي أنه يوصف كما يلي:
أكثر كلمة مرهقة في تاريخ الفن الحالي وفي تاريخ النقد. الغرض منها هو إيصال فكرة أن عملًا فنيًا معينًا أو أن جزءًا من هذا العمل، يتميز بكونه عظيمًا ونبيلًا ومرتقيًا بالفكرة وبسيطًا من ناحية المفهوم والتنفيذ، دون أي فائض من البراعة، ويمتلك شيئًا من الثبات الدائم والمستقر والطبيعة الخالدة للعمارة العظيمة...وهي ليست مرادفًا لكلمة «كبير».
في جميع الأحوال، لا تشكل هذه الكلمة وصفًا دقيقًا أو ملائمًا لاستخدام مصطلح النحت، على الرغم من أن العديد من استخدامات المصطلح الذي يعني بشكل أساسي إما كبير أو «مستخدم في نصب تذكاري» قد ينطوي على هذا المفهوم أيضًا، بطرق من الصعب فصلها. فعلى سبيل المثال، عندما يقول ماير شابيرو بعد فصل يحلل فيه التيجان المنحوتة في مواساك: «في طبلة البوابة الجنوبية، يُصبح نحت المواساك ضخمًا حقًا، إذ يقع فوق مستوى العين وهو كبير جدًا بحيث يسيطر على المدخل بأكمله. هو عبارة عن نقش عملاق نصف دائري...»، وبالتالي من المؤكد أن الحجم هو الجزء المهيمن على ما يعنيه في هذه الكلمة، وتشير تعليقات شابيرو الأخرى أن نقص «الإفراط في البراعة» لا يشكل جزءًا مما ينوي نقله. مع ذلك، يتضمن معناه أجزاء من مفهوم موراي (العظمة، النبل، الارتقاء بالفكرة»)، على الرغم من أن «بسيطًا في المفهوم والتنفيذ» يبدو أمرًا صعبًا في التطبيق.

## المعنى في سياقات مختلفة
يوجد إمكانية حقيقية لإنشاء منحوتات كبيرة ولكنها مزخرفة، في المجتمعات الثرية فقط (على الأقل تستخدم المواد طويلة الأمد مثل الحجر)، لذلك، لا تسبب الإدراكات المختلفة للمصطلح في معظم تاريخ الفن أية صعوبات. يمكن استخدام المصطلح بشكل مختلف في فترات زمنية مختلفة، مع حدوث فواصل نحو عصر النهضة وأوائل القرن العشرين، ويكون المعيار عادة بالنسبة للنحت القديم ونحت العصور الوسطى هو الحجم عادة، على الرغم من أن المنحوتات المعمارية الأصغر عادة ما يشملها المصطلح أيضًا، الذي قد يعني في الفترة الحديثة المبكرة وظيفة جنائزية محددة قبل أن يأتي المعنى النموذجي مرة أخرى للإشارة إلى الحجم وحده في النحت المعاصر. تحمل الفصول ذات الصلة في الأجزاء من 2- 4 في تاريخ أكسفورد للفن الغربي، عناوين على النحو التالي: «النحت الضخم حتى عام 1300»، «النحت الضخم 1300- 1600»، «النحت المستقل منذ نحو 1600 وحتى نحو 1700»، «أشكال في الفراغ منذ نحو 1700 وحتى 1770»، «منحوتات وجماهير» (1770- 1914).